# Вертій Анатолій Іванович
Вертій Анатолій Іванович (10 січня 1961, с. Семенівка, Сумська область, Українська РСР, СРСР — 5 лютого 2025) — актор Кам'янського академічного музично-драматичного театру імені Лесі Українки. Заслужений артист України (2016).

## Життєпис
Народився 10 січня 1961 року в селі Семенівка Сумської області. Закінчив Дніпропетровське театральне училище.
З 1981 року почав працювати у Дніпродзержинському музично-драматичному театрі імені Лесі Українки. Його перша роль була в спектаклі «Не кидай вогонь, Прометею».
З 1980 по 1982 служив в Збройних силах СРСР, — в Москвовській армії ППО, — де продовжував культурну діяльність. Організував гурток театрального мистецтва.
Після військової служби продовжив працю в театрі.
Пішов з життя 5 лютого 2025 року.

## Ролі у театрі
- Даммерль — «Женюсь на этом парне»
- Пишта Орбок — «Проснись и пой!»
- Григорий Степанович Смирнов — «Руководство для желающих жениться»
- Чудодей — «Щелкунчик и мышиный король»
- Первый волхв — «Чудо из чудес»
- Президент Дельбек — «Отель двух миров»
- Сказочник — «Снежная королева»[3]
- Шарманщик — «Привет вам нами из Одессы!»[4]
- Прокіп — «Сватання на Гончарівці»
- Эдвин — «Сильва»
- Генрих Айзенштайн — «Летучая мышь»
- Микич — «Ханума»[5]
- Поет — «Душа поета»
- Джон Сильвер — «Сокровища капитана Флинта»[6]
- Заздрість — «Душа поета»
- Дед — «Коза-дереза»
- Друга жниця — «Душа поета»
- Панич — «Душа поета»
- Козлик — «Коза-дереза»
- Призрак отца гамлета — «Гамлет»
- Золотий блюдолиз — «Душа поета»
- П'ята фрейліна — «Душа поета»
- Человек театра — «Забыть Герострата!»
- Дід (змій) — «Я — Котигорошко!»
- Прокіп Свиридович Сірко — «За двома зайцями»
- Хозяин — «Очень простая история»
- Шельменко — «Шельменко-денщик»
- Оргон — «Тартюф»
- Месье Клебер Карлье — «Блэз»
- Рассказчик — «Кошкин дом»
- Яичница — «Женитьба»
- Панас Михайлович Мусташенко — «Закон»

## Нагороди
- Лауреат Вищої театральної премії Придніпров'я «Січеславна»:
  - 2009 рік — в номінації «Найкраща чоловіча роль другого плану» за роль Креона в спектаклі «Антігона» за п'єсою Ж. Ануя;
  - 2010 рік — в номінації «Найкраща чоловіча роль» за роль Панаса в спектаклі «Закон» за п'єсою В. Винниченка;
  - 2011 рік — в номінації «Найкраща чоловіча роль» за роль Маргаритова в спектаклі «Пісня любов» за п'єсою О. Островського.
- Почесна відзнака (медаль) Міністерства культури України «За багаторічну плідну працю в галузі культури» в 2012 році;
- Нагрудний знак «Відзнака міського голови» у 2001 році;
- Нагрудний знак «За заслуги перед містом» ІІІ ступеня у 2005 році;
- Нагрудний знак «За заслуги перед містом» ІІ ступеня в 2009 році;
- Нагрудний знак «За заслуги перед містом» І ступеня в 2015 році.
- 22 серпня 2016 року отримав звання Заслужений артист України[1].